# Ein Fall für zwei: Todfreunde
Todfreunde ist der Titel der vierten Episode der Krimiserie Ein Fall für zwei mit Günter Strack und Claus Theo Gärtner in den Hauptrollen.

## Handlung
Armin Fest erscheint bei Dr. Renz und berichtet, seine Exfreundin Carola Senftleben getötet zu haben. Matula begibt sich daraufhin in Fests Wohnung und findet deren Leiche. Renz sucht unterdessen gemeinsam mit Fest die Polizei auf, wo dieser seine Tat gesteht und in Untersuchungshaft genommen wird.
Vor Gericht versucht Renz den Fall als Körperverletzung mit Todesfolge darzustellen. Die Staatsanwaltschaft bezweifelt dies und fordert ihrerseits eine Verurteilung wegen Totschlags. Im weiteren Verlauf des Verfahrens sagt ein Zeuge aus, Carola Senftleben habe sich am Tag ihres Todes 116.000 DM in bar auszahlen lassen. Da der Verbleib dieser Geldsumme seither unklar ist, fordert die Staatsanwältin eine Anklage wegen Mordes aus Habgier.
Carola Senftlebens Mitarbeiterin Iris Berns sagt vor Gericht unter Eid aus, keinen Schlüssel zu dem Safe zu haben, in dem der Geldbetrag möglicherweise aufbewahrt worden war. Horst Senftleben äußert jedoch gegenüber Matula, dass er sich sicher sei, dass sie einen Schlüssel habe.
Im weiteren Verlauf des Prozesses widerruft Armin Fest unerwartet sein Geständnis und behauptet, sein Freund Lutz Hegart habe den Mord begangen. Fest erklärte sich angeblich aufgrund der vergleichsweise geringen Strafe wegen Totschlags dazu bereit, die Tat stellvertretend zu gestehen. Als Grund für seinen plötzlichen Sinneswandel nennt er die Tatsache, dass er einerseits von dem verschwundenen Geldbetrag nichts wisse und dass ihm andererseits inzwischen eine deutlich härtere Verurteilung wegen Mordes drohe. Der von ihm Beschuldigte wird daraufhin vorgeladen und bestreitet die Tat, kann allerdings kein Alibi vorweisen. Matula beobachtet ihn daraufhin in seinem Alltag und setzt ihn unter Druck. Er behauptet, von einer benachbarten Wohnung aus den Mord sowie Hegarts Stimme gehört zu haben und verlangt ein Schweigegeld. Zudem verunsichert er Iris Berns, woraufhin diese das von ihr gestohlene Geld anonym an Carola Senftlebens Witwer zurückgibt.
Fest flieht schließlich unmittelbar vor der Urteilsverkündung aus dem Gerichtssaal und sucht Hegart auf. Als Renz und Matula am Abend wegen der erwarteten Übergabe des Schweigegelds auf diesen warten, erscheint stattdessen Fest und gibt zu, Hegart unmittelbar zuvor ebenfalls getötet zu haben. Er bittet Renz um seine erneute Verteidigung.

## Hintergrund
Die Episode wurde überwiegend im Rhein-Main-Gebiet gedreht. In einzelnen Szenen sind das Amtsgericht Frankfurt am Main, die Südseite des Frankfurter Mainufers, der Eiserne Steg, der Europaturm sowie der Haupteingang des Jügelhauses auf dem Campus Bockenheim der Johann Wolfgang Goethe-Universität zu sehen.

Drehorte (Auswahl)
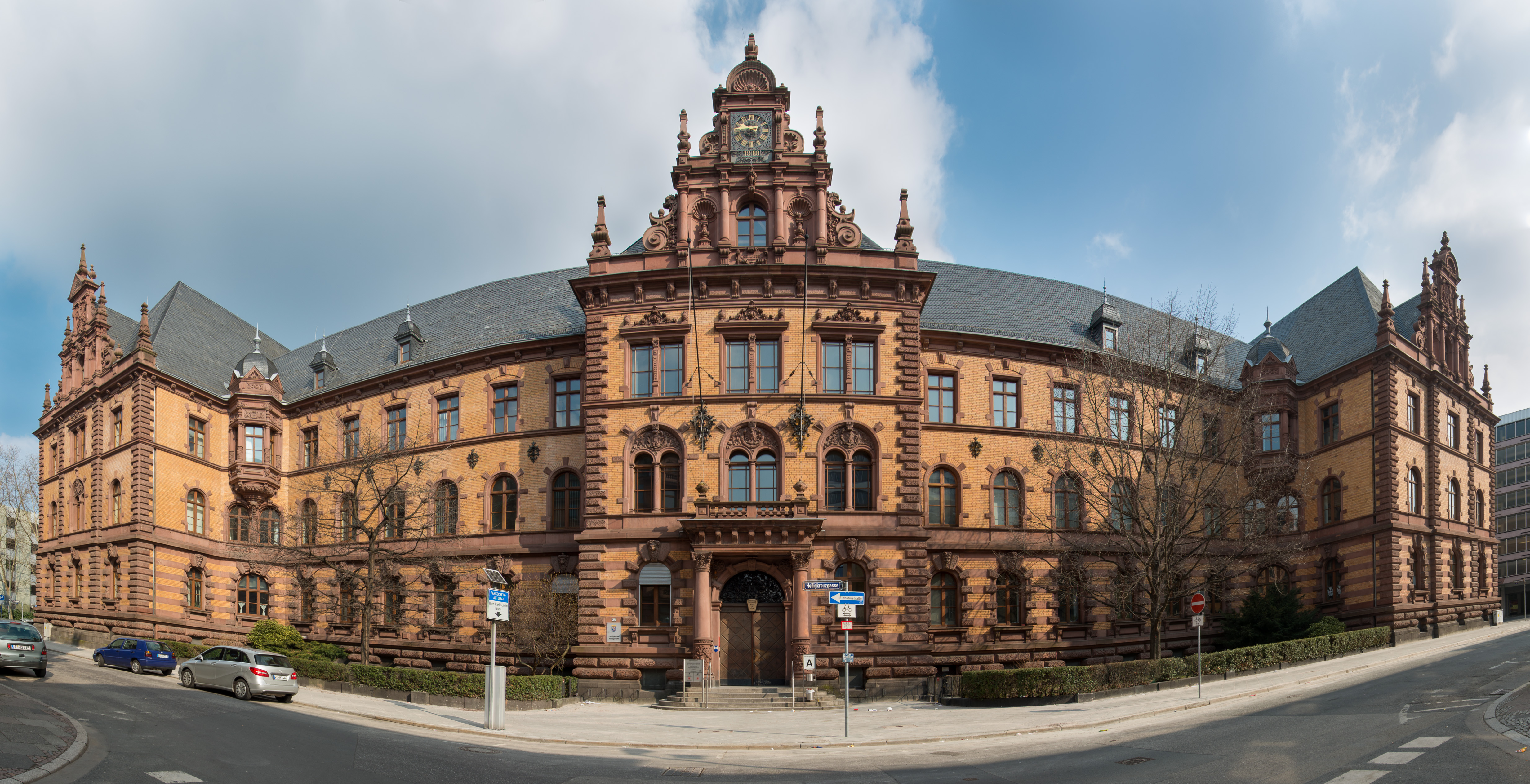
Amtsgericht
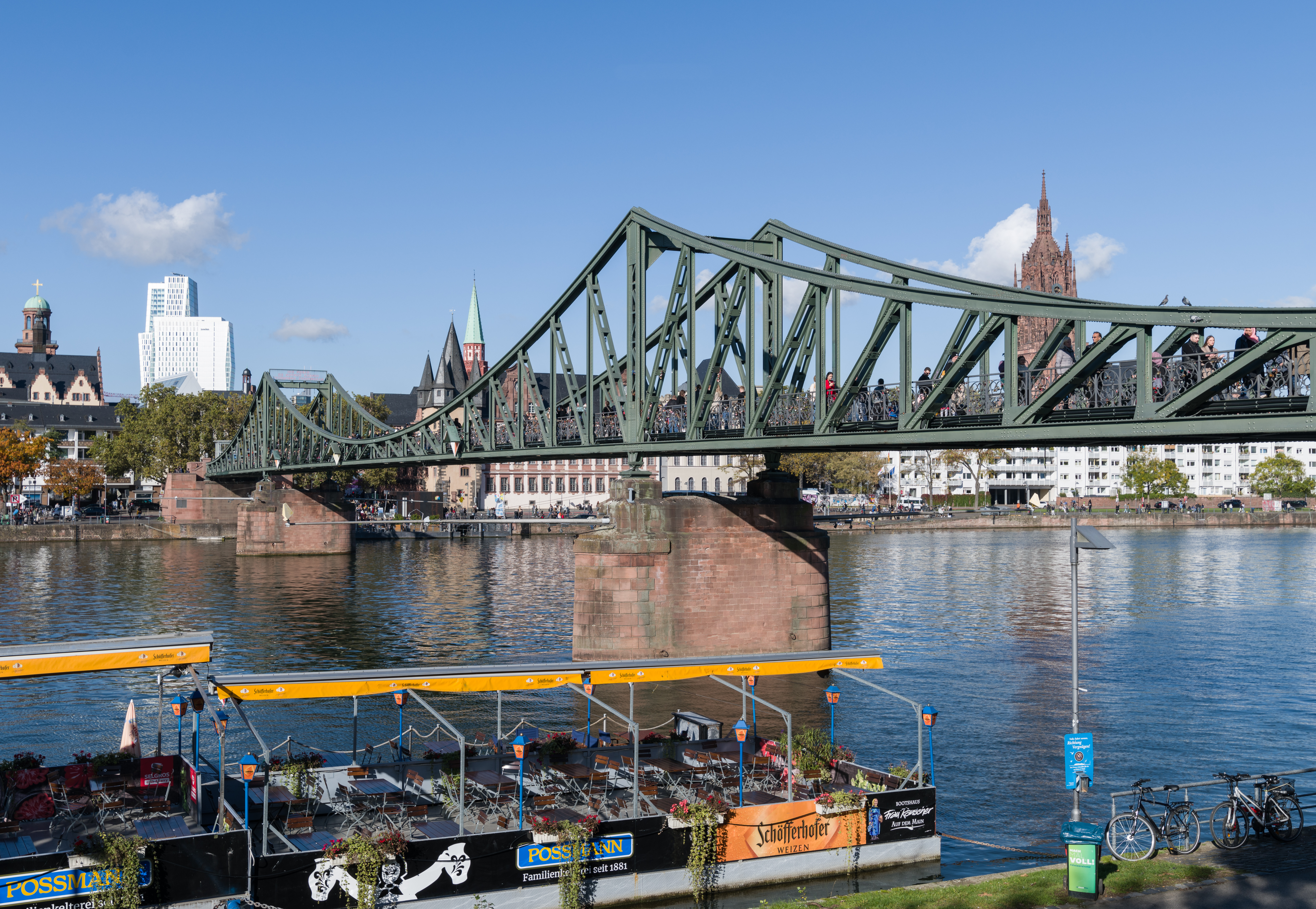
Eiserner Steg
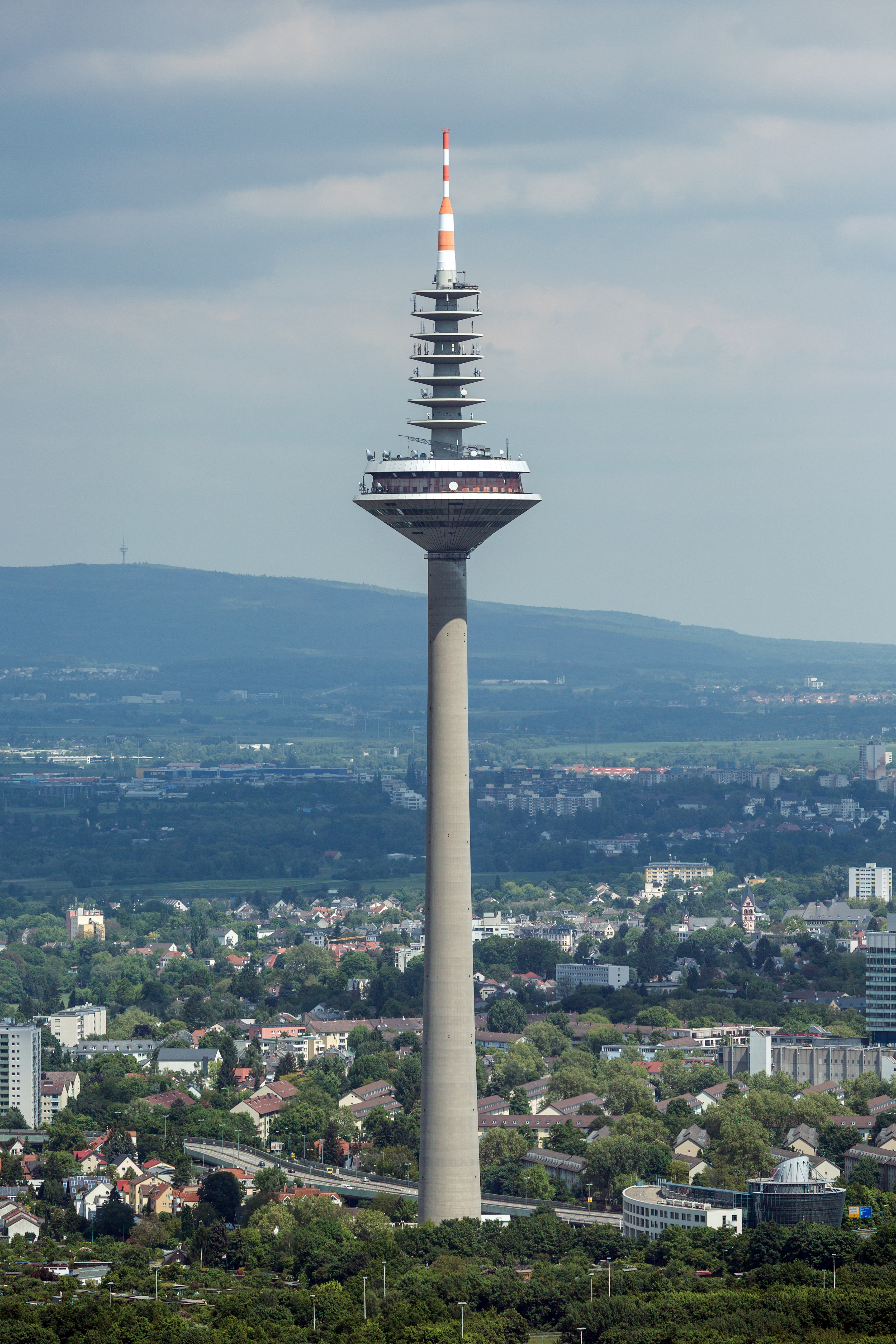
Europaturm
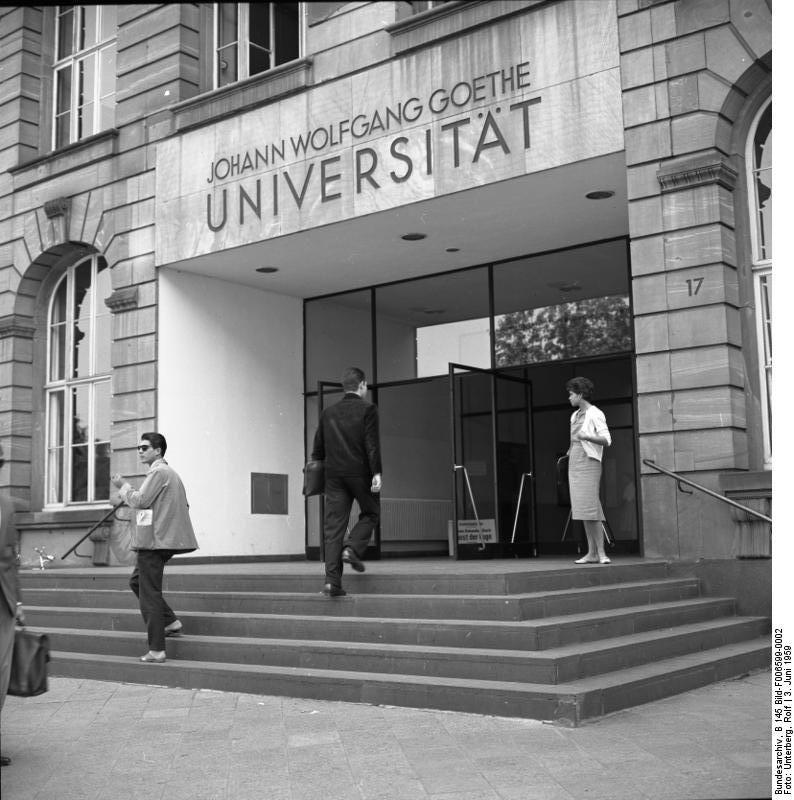
Haupteingang des Jügelhauses

Es handelt sich um die erste abgedrehte Episode der Serie. Sie entstand weitestgehend im Jahr 1979. Die Szenen im Büro von Dr. Renz wurden ursprünglich in einer Wiesbadener Anwaltskanzlei aufgenommen. Als im Laufe der weiteren Serienentwicklung festgelegt wurde, dass der Rechtsanwalt eine Kanzlei mit Blick auf die Frankfurter Skyline haben sollte, wurden die entsprechenden Szenen erst 1981 im Hotel InterContinental Frankfurt nachgedreht und in die Folge eingefügt.